# 严以新
严以新（1949年1月—），福建闽侯人，美国侨眷，中华人民共和国水利专家，中国致公党中央副主席。第十一、十二届全国人大常委会委员。

## 生平
1962年到1968年，严以新先后在宁海中学、南京师范大学附属中学学习。1968年到1974年，严以新在泗洪县和江都县插队。1974年9月，严以新进入华东水利学院水港系港口及航道专业学习，1978年1月毕业后，在华东水利学院当教师。1978年10月到1981年8月，在华东水利学院水港系海岸工程专业学习，获得硕士学位。1981年8月到1987年8月，先后在美国特拉华大学、佛罗里达大学学习，获得博士学位。
1987年8月到2008年3月，严以新任教于河海大学。其间，1991年9月至1995年10月，任河海大学海岸及海洋工程研究所副所长、教授、博士生导师；1995年10月到1997年12月，任河海大学港口航道及海岸工程学院海岸及海洋工程学科主任、教授、博士生导师；1997年12月到2001年8月，任河海大学港口航道及海岸工程学院院长、交通与海洋工程学院院长、教授、博士生导师；2001年8月至2008年3月，担任河海大学副校长、教授、博士生导师。
2007年12月起，严以新担任水资源高效利用与工程安全国家工程研究中心主任，并担任教授、博士生导师。
1989年1月，严以新加入中国致公党。从2001年1月到2001年8月，严以新任致公党江苏省委会副主委。2001年8月到2007年12月，担任致公党江苏省委会副主委、南京市政协副主席，致公党南京市委会主委。2007年12月起，任致公党中央副主席。2008年3月，当选为第十一届全国人大常委会委员，全国人大教科文卫委员会委员，全国人大常委会代表资格审查委员会副主任委员。
2013年3月，严以新当选为第十二届全国人大常委会委员。